# Сапаров, Ахмет
Ахме́т Сапа́ров (1926, Шарой, Чечня — 30 сентября 2002, Южно-Казахстанская область) — старший чабан, впоследствии заведующий фермой совхоза имени Калинина Ленгерского района Чимкентской области Казахской ССР, Герой Социалистического Труда (1971).

## Биография
В 1942—1944 годах работал скотником колхоза в селе Шарой. После депортации в марте 1944 года с семьёй попал в посёлок Узунарык Ленгерского района. С 1944 года работал табунщиком в колхозе имени Калинина, с 1946 года — чабаном. В 1952 году стал старшим чабаном. В 1958 году вступил в КПСС.
В 1952 году получил первую Почётную грамоту Верховного Совета Казахской ССР, через год был удостоен звания Заслуженный мастер животноводства, в 1963 году получил вторую Почётную грамоту Верховного Совета. От простого чабана он поднялся до заведующего фермой. К нему за опытом направляли выпускников сельскохозяйственный вузов республики. Он был награждён орденами Ленина, Октябрьской Революции, Дружбы народов, медалями «За трудовую доблесть» и «За доблестный труд».
8 апреля 1971 года Указом Президиума Верховного Совета СССР удостоен звания Героя Социалистического Труда «за выдающиеся успехи, достигнутые в развитии сельскохозяйственного производства и выполнении пятилетнего плана продажи государству продуктов земледелия и животноводства» с вручением ордена Ленина и золотой медали Серп и Молот.
Его имя было занесено в Золотую книгу почёта Казахской ССР.